# Lauter (Thulba)
Die Lauter ist ein zehn Kilometer langer und linker Zufluss der Thulba im Süden der bayerischen Rhön, der im unterfränkischen Landkreis Bad Kissingen verläuft.

## Geographie

### Verlauf
Die Lauter entspringt auf einer Höhe von etwa 440 m ü. NHN in Waldfenster beim Dorfteich. 
Sie fließt in südliche Richtung nach Lauter und dann nach Katzenbach, wo sie von links den Krummbach und auf der anderen Seite den Katzenbach aufnimmt. 
Die Lauter läuft an Schlimpfhof vorbei und mündet schließlich in Oberthulba von Nordnordosten kommend auf einer Höhe von ungefähr 260 m ü. NHN von links in die aus dem Norden heranziehende Thulba.
Der 9,87 km lange Lauf der Lauter endet ungefähr 184 Höhenmeter unterhalb ihrer Quelle, sie hat somit ein mittleres Sohlgefälle von circa 19 ‰.

### Zuflüsse
- Krummbach, von links gegenüber der Kläranlage von Burkardroth-Katzenbach
- Katzenbach, von rechts gleich nach Katzenbach
- Fließgraben[5], von links bei Oberthulbach-Schlimpfhof
- Embach, von links westlich von Bad Kissingen-Albertshausen, ca. 4,9 km

### Flusssystem Thulba
- Fließgewässer im Flusssystem Thulba